# عماد الدين إسماعيل

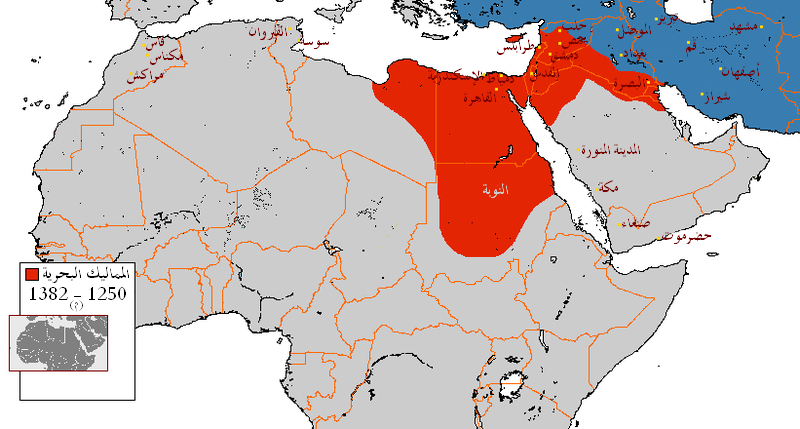
السلطنة المملوكية بأوج عزها

السُّلْطَان الْملك الصَالح عمَاد الدِّينِ إِسْمَاعِيْل بن النَّاصِرُ مُحَمَّدُ بن الْملك الْمَنْصُور سيف الدّين قَلَاوُونَ الألفي العلائي الصَّالِحِي لقب بـ أبو إسماعيل وأبو الفدا.(ولد بالقاهرة حوالي 726 هـ/ 1325م- توفى بالقاهرة في 14 ربيع الآخر 746 هـ / 1345م). السلطان السابع من سلاطين بني قَلَاوُونَ وسادس عشر من سلاطين الدولة المملوكية البحرية ، ورابع من ولى السلطنة من أبناء السلطان الناصر محمد بن قلاوون. بويع سلطاناً على مصر والشام بعد خلع أخيه الملك الناصر شهاب الدين أحمد أول سنة 743هـ / 1342م، ومدة سلطنته نحو ثلاث سنوات ، إتسمت بالقلاقل الداخلية وصراعه المستمر مع أخيه المعزول.

## السلطنة
كان عماد الدين إسماعيل ابناً للسلطان الناصر محمد، وحفيداً للسلطان المنصور قلاوون، وأخاً غير شقيق للسلطان شهاب الدين أحمد، أنجبه السلطان الناصر هو وشقيقه سيف الدين شعبان من إحدى جواريه. وقد كان من بين أبناءه الذين قبض عليهم الأمير قوصون الناصري مع أخيهم السلطان سيف الدين أبو بكر وسجنهم في قوص في سنة 1341م. وعرف عماد الدين خلال فترة سجنه بقوص بالعفة والتدين والصلاة الدائمة وقرأة القرآن وصيام الإثنين والخميس. فلما خلع الأمراء أخيه شهاب الدين أحمد الذي رحل إلى الكرك ورفض العودة إلى مصر لحكم البلاد من القاهرة، قرروا، لحسن خلق عماد الدين وصيته، تنصيبه سلطاناً على البلاد بلقب الملك الصالح عوضاً عن أخيه، فبايعوه وأجلسوه على العرش في 12 محرم 743هـ / 1342م، ودقوا له البشائر بقلعة الجبل وزينت له القاهرة بعد أن حلف لهم أنه لن يؤذي أو يسجن أحداً بغير ذنب يجمع على صحته.
أقيم الأمير آقسنقر السلاري نائباً للسلطنة عوضاً عن الأمير طشتمر حمص أخضر الذي قتله السلطان المخلوع شهاب الدين أحمد في الكرك.، وصار الأمير أرغون العلائي، زوج أم السلطان عماد الدين، رأساً للمشورة ومدبراً للدولة، وأمر عماد الدين بالإفراج عن المساجين في أنحاء مصر عدا من عليهم أحكام بالإعدام. وقبض على الأمير ألطنبغا المارديني وقيد وأرسل إلى سجن الأسكندرية.

## الصراع مع أخيه السلطان المخلوع
كتب عماد الدين إلى أخيه السلطان المخلوع المقيم بالكرك يعلمه بأن الأمراء قد نصبوه سلطاناً على البلاد عوضاً عنه بعد أن علموا أنه لا يرغب في حكم مصر وأنه يفضل البقاء في الكرك والشوبك، وطلب منه إعادة القبة والطير والغاشية والنمجاة إلى مصر. وخرج الأمير بيغرا في عدة من الأمراء إلى الكرك لإستعادة الخيول السلطانية التي أخذها معه السلطان المخلوع. وبعد بضعة أيام عاد إلى القاهرة الخليفة العباسي الحاكم بأمر الله أبو العباس أحمد والمماليك السلطانية وبعض الأمراء بعد أن اقاموا لبعض الوقت في غزة تنفيذاً لأمر السلطان المخلوع شهاب الدين. كما فر كاتب السر علاء الدين علي بن فضل الله وبعض أرباب الدولة من الكرك إلى مصر خوفاً من أن يقتلهم السلطان المخلوع. وأصدر عماد الدين أمراً يمنع المماليك السلطانية ومماليك الأمراء وأجناد الحلقة من ركوب الخيل بعد العشاء أو التلاقي في جماعات. وبعد أن أجرى عماد الدين التغيرات اللازمة وأنعم على بعض الأمراء وقبض على بعض الأمراء لتثبيت حكمه، واستقرت الأمور في البلاد بعض الشيء، تزوج من ابنة الأمير أحمد ابن الأمير بكتمر الساقي.
وصلت الأنباء إلى القاهرة بأن السلطان المخلوع الناصر أحمد قد اتفق مع بعض الكركيين على دخول مصر وقتل عماد الدين فتقرر إرسال تجريدة إلى الكرك لقتاله، وجهزت التجريدة وخرجت إلى الكرك تحت قيادة الأمير بيغرا. وفي أثناء ذلك مرض السلطان عماد الدين فأتهمت أمه أم السلطان السابق علاء الدين كجك «أردو» المغولية الأصل بأنها قد سحرته فذهبت إليها واعتدت عليها وضربت جواريها للاعتراف عليها، ولما شفي السلطان اقيمت الزينات بالقاهرة وذهبت أمه إلى مشهد السيدة نفيسة ووهبته قنديلاً من ذهب زنته نحو رطلين. وكتب عماد الدين إلى الناصر أحمد يعدد له مساوئه ويهدده بتدمير الكرك حجراً حجراً، وأمر بمسير عسكر غزة وصفد والعربان إلى الكرك لمعاونة الأمير بيغرا في حصارها. وتمكنت التجريدة من هزيمة الناصر أحمد والكركيين وتحصن أحمد بالقلعة وطلب منحه بعض الوقت حتى يكاتب أخيه السلطان في القاهرة في أمر من يتسلم منه القلعة، ولكن كانت في نيته كسب بعض الوقت لتنظيم عساكره ومعاودة القتال وهو ما فعله، فعادت تجريدة الأمير بيغرا بالجرحى إلى القاهرة بناءً على طلب عماد الدين. وفي 10 شوال أرسلت إلى الكرك تجريدة ثانية عدتها ألفي فارس بقيادة الأميران «بيبرس الأحمدي» و«كوكاي»، وأرسل المنجنيق ونصب على الكرك، وأرسلت تعزيزات في مستهل سنة 744هـ تحت قيادة الأميران «أصلم» و«بيبغا» 

## الأمير الحاج آل الملك
بعد إرسال التعزيزات إلى الكرك بثلاثة أيام قبض عماد الدين على نائب السلطنة آقسنقر السلاري وعدة من الأمراء وسجنهم في سجن الإسكندرية. وكان آقسنقر لا يرد طلباً لأحد، وكان يتساهل، بدون مراجعة وتمحيص، في منح الناس إقطاعات وأراض يطلبوها منه بالحق أو بالباطل، وكان إذا قام أحدهم بنصحه بضرورة التحري عن صحة حق الطالب فيما يطلبه يقول: «ليش تقطع رزق الناس؟». وعلى هذا النحو فسدت الأحوال خاصة في الشام. ولما حدثه عماد الدين في هذا الموضوع رد عليه قائلاً: «أنا من طلب مني شيئاً أعطيته، وما أرد قلمي عن أحد»، ورفض الامتثال لأمر السلطان بضرورة التحري عن شرعية وصحة طلبات الناس، مما أغضب الأمير آقسنقر الناصري أمير خور، فوشى به عند عماد الدين والأمراء أنه يباطن ويكاتب السلطان المعزول أحمد في الكرك، فعزلوه وقبضوا عليه كما تقدم، وعين الأمير الحاج آل ملك نائباً على السلطنة عوضاً عنه بعد أن اشترط على عماد الدين ألا يفعل شيئاً يخص أمور الدولة دون مشورته وأن لا يعارض رأيه، وأن يمنع بيع الخمر في البلاد، وأن يقيم الشرع.
استقر الأمير الحاج آل ملك في منصب نيابة السلطنة، ويقول ابن إياس عنه أنه «كانت له بمصر حرمة وافرة، وكلمة نافذة، وعظمة زائدة» حتى قال فيه بعض الشعراء: «آل ملك الحاج غدا سعده يملأ ظهر الأرض مما سلك». وأول ما فعله الأمير الحاج بعد توليه النيابة هو أنه أمر والي القاهرة بالنزول إلى «خزانة البنود» بالقاهرة وإراقة الخمور المخزنة فيها، وإخراج البغايا وأسرى الأرمن والصليبيين منها. و«خزانة البنود» كانت في الأصل سجناً يسجن فيه الأمراء والمماليك والجنود، وكان به قسماً يسجن فيه اللصوص وقطاعي الطرق. وفي عهد السلطان الناصر محمد، الذي كان شغوفاً بالبناء والعمران، أسكن فيه أسرى الأرمن والصليبيين الذين كان يستخدمهم في تشييد المنشئات، فتحول السجن إلى منطقة سكنية يعيش ويتوالد فيها أولاء الأسرى. وبعد حين راح الأسرى يعصرون الخمور ويربون الخنازير ويبيعونها، وتحولت المنطقة إلى بؤرة فساد، تنتشر فيها الرذيلة بأنواعها، وصارت موضعاً يفر إليه ويختفي فيه بعض المماليك والشبان والنسوة والجواري. وكان الأمير الحاج قد اشتكى للسلطان الناصر محمد من تلك المنطقة الفاسدة ولكن الناصر غضب منه وقال له: «ياحاج ! كم تشتكي من هؤلاء، إن كان ما يعجبك مجاورتهم انتقل عنهم». فانتقل الأمير الحاج إلى ظاهر حي الحسينية وسكن هناك وبنى جامعاً وحماماً وحوانيتاً جوار داره، وبقي هناك حتى عينه السلطان عماد الدين نائباً للسلطنة فسنحت له الفرصة لتدمير المنطقة. ونزل والي القاهرة في عدة من أصحاب الأمير الحاج وهاجموا «خزانة البنود» وطردوا سكانها، وكسروا جرار الخمر المخزنة فيها، وهدموها وباعوا أرضها للأمير قماري الذي دفع من بيت المال، وقدم الناس فبنوا فيها الدور والطواحين وغير ذلك. ويذكر المقريزي أن يوم تدمير «خزانة البنود» كان يوماً مشهوداً، وأن تدميرها كان يعادل فتح عكا.
بعد أن انتهى الأمير الحاج آل الملك من تدمير «خزانة البنود» أمر والي القلعة بفعل نفس الشيء في بيوت الأسرى المقيمين بالقلعة، فأنزل الوالي الأسرى من القلعة وكسر جرار الخمر. وكان الأسرى المقيمون بالقلعة من خواص الأسرى، وعليهم كان يعتمد الملك الناصر في تشييد عمائره، وكانوا في فساد كبير مع المماليك وحريم القلعة. وتم نقل أسرى «خزانة البنود» والقلعة للسكنى في موضع يدعى «الكوم»، كان يقع فيما بين جامع ابن طولون ومصر (المدينة).
وبعد الانتهاء من أمر الأسرى أصدر الأمير الحاج أمراً بمنع ضرب الخيام على شاطئ النيل بالجزيرة وغيرها من أماكن النزهة وذلك لمنع اختلاط الرجال بالنساء وفعل المنكرات. كما اصدر عدة قرارات من بينها منع الملعوب في الشوارع (مثل مناطحة الكباش، ومناقرة الديوك، والقرادة والدبابة)، وإبطال مقايضات التنازل عن الإقطاعات التي كانت شائعة بين الأجناد، كما ألغى المراسيم التي اصدرها سلفه آقسنقر السلاري لأهل الشام. وتعقب الأمير الحاج شاربي الخمر ونودى بالقاهرة أن من أحضر إليه سكراناً أو حاملاً لجرة خمر ستتم مكافئته، فقعد الناس لشاربي الخمر بكل طريق طمعاً في المكافأة. كما نودى بأنه إذا أذن للصلاة فعلى أهل الأسواق القيام بالصلاة أمام حوانيتهم بإمام يصلي بهم، ففرشت الأبسطة الطويلة في الأسواق.

## استمرار الصراع بين السلطان وأخيه المخلوع

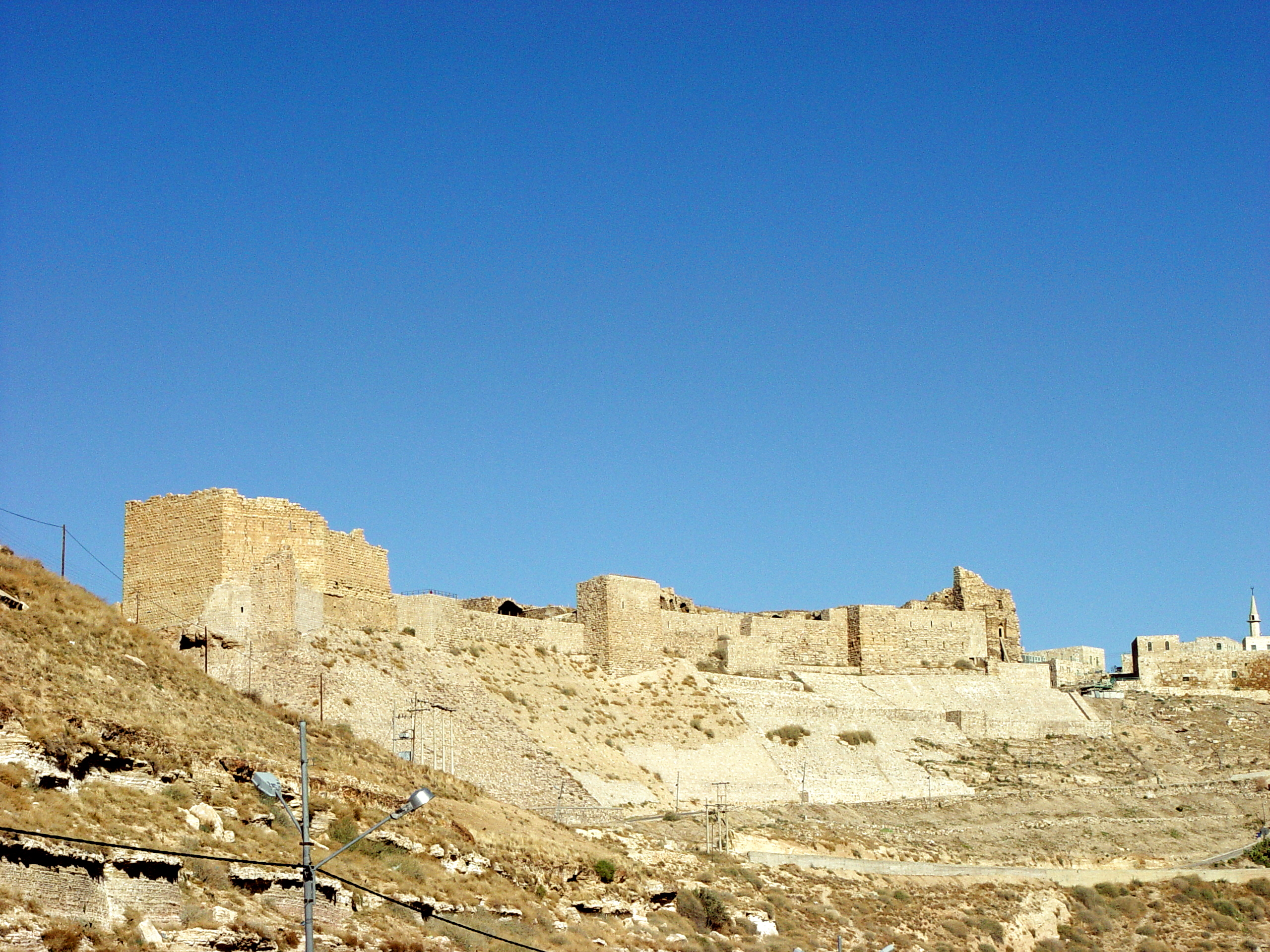
تحصن شهاب الدين أحمد في قلعة الكرك

ظلت تجريدات السلطان عماد الدين إلى الكرك تروح وتجيء واستمر الحصار، ثم أرسل السلطان المخلوع أحمد إلى أخيه عماد الدين والأمراء يعتذر عن قتله الأميرين «قطلوبغا الفخري» و«طشتمر حمص أخضر»، وأكد لهم أنه سيحضر إلى القاهرة أو سيبقى في الكرك بناءً على مايطلبونه منه، فتوجه إليه الأمير طشتمر برد يتضمن أنه إن أراد ان يعيش هانئاً مطمئناً بالكرك فإن عليه أولاً إعادة ما أخذه من مصر من مال وخيل وغير ذلك، وإلا هدمت عليه الكرك حجراً حجراً. ولكن الأمير طشتمر عاد إلى مصر بدون رد حاسم من الناصر أحمد وبدون حتى أن يتمكن من مقابلته. ولكنه عاد ببعض الكركيين الذين وافقوا على مخامرة الناصر أحمد والتعاون في القبض عليه مقابل منحهم إقطاعات وإنعامات. واشتد الحصار على الكرك وقلت الاقوات ونفدت أموال الناصر أحمد، حتى صار يسبك ما عنده من السروج الذهب وغيرها، بعد خلطها بشيء من النحاس ليجعل منها ما يماثل الدنانير لينفق منها على أجناده ، فبدأ أهل الكرك يتخلون عنه ويخامرونه لدى أمراء التجريدات مقابل المال. وأنفق عماد الدين هو الآخر أموالاً طائلة على التجريدات المتوالية التي لم يبق بمصر أمير من الأمراء إلا وشارك فيها ، حتى شح المال في الخزانة وبيت المال وبدأ يقترض من التجار وبيوت الأمراء.
كاتب كركي يدعى «بالغ» الأمراء، وكان من أهل ثقات الملك الناصر أحمد ومن المقربين إليه، ووعدهم بتسليم الكرك إليهم على أن يمنحوه الأمان، فلما منحوه الأمان ذهب إلى القاهرة ومعه بعض مشايخ الكرك، فأكرمهم السلطان عماد الدين وأنعم عليهم ومنحهم إقطاعات. وعلم الملك الناصر أحمد بخيانة الكركيين له فتحصن بالقلعة ورفع جسرها.ودخل العسكر الكرك ونشب قتال بينهم وبين الملك الناصر وأعوانه المتحصنين معه داخل القلعة وراح المتحصنون يتسربون من القلعة واحداً تلو الآخر حتى لم يعد مع الملك الناصر سوى عشرة رجال. وأضرم العسكر النار تحت البرج ثم أقتحموا القلعة في 12 صفر، بعد أن استبسل الملك الناصر في الدفاع عنها، وجرح في بضعة مواضع من جسده، ولم يبق أمامه سوى الاستسلام، فأستسلم للأميرين «أرقطاي» و«قماري» وهو يحمل سيفه وقوسه، والدماء تسيل من كتفه، فقبضوا عليه وقيداه، وانطلق ابن الأمير «بيبغا» إلى القاهرة حاملاً نبأ سقوط قلعة الكرك في أيدي الأمراء، ووقوع الملك الناصر أحمد في الأسر، فدقت البشائر في قلعة الجبل سبعة أيام. وكانت مدة حصارالكرك سنتين وشهراً وثمانية أيام.
أرسل الأمير منجك السلاح دار إلى الكرك بدون علم الأمراء أو مشاورتهم لقتل الملك الناصر أحمد، فوصل إلى الكرك ودخل عليه سراً وخنقه في ليلة 4 ربيع الأول وقطع رأسه وعاد بها إلى القاهرة ليقدمها للسلطان عماد الدين إسماعيل. ولما رأى عماد الدين رأس أخيه أصابه رعب شديد ومرض وبات ليلته يراه في نومه.
اشتهر عماد الدين بحب الجواري السود وكان يشجع الشعراء على مدح السواد وذوى البشرة السوداء في قصائدهم. وأثناء فترة حكمه صار للجواري والخدم مكانة مرموقة في البلاط السلطانى حتى أصبح الأمراء يلوذون بهم ويستعينون بهم لقضاء حاجاتهم، ولدرجة أن النائب آل ملك كان يقول لمن يسأله إقطاعاً أو مالاً: «يا ولدي رح إلى باب الستارة أبصر طواشي، أو توصل لبعض المغاني تقضى حاجتك».

## وفاته
تعلل الصالح إسماعيل من رؤية رأس أخيه أحمد وبقى يعانى من الأرق والكوابيس واشتد عليه المرض. ولما ذهب إليه بعض الأمراء وهو في نزعه الأخير يطلبون منه أن يعهد بالسلطنة من بعده إلى أحد، بكى وأبكى الأمراء وقال لهم: «سلموا على النائب والأمراء، وعرفوهم أنى إن مت يولوا أخى شعبان».
توفى السلطان الملك عماد الدين إسماعيل في 4 ربيع الآخر سنة 764هـ / 1345م، ومنع أخيه شعبان إشاعة نبأ وفاته إلى أن استقرت له الأمور ونصب سلطاناً.
أكمل الملك الصالح إسماعيل عمارة الدهيشة بقلعة القاهرة التي كان والده الناصر محمد قد توفى قبل إتمامها. وكانت له مزرعة كبيرة بالشرقية جعلها وقفاً مرصوداً لكسوة الكعبة الشريفة بوصفه خادم الحرمين الشريفين.
عرف الصالح إسماعيل برقة القلب والرأفة وحب الخير ، ووصفه ابن إياس بأنه كان من خيار أبناء الملك الناصر وأنه كان يحب العدل في الرعية ومحبباً لدى عامة الناس الذين حزنوا لوفاته. توفى الصالح إسماعيل وهو في نحو العشرين من عمره بعد أن حكم البلاد ثلاث سنوات وشهران واحد عشر يوماً.
رثاه المؤرخ صلاح الدين الصفدى في قصيدة تقول: «فيا مُلك مصر كيف حالك بعده.. إذا نحن أثنينا عليك بصالح».

## نقود عماد الدين إسماعيل
نقش اسمه وألقابه على نقوده كالأتى: «السلطان الملك الصالح عماد الدنيا الدين إسماعيل بن الملك قلاون» و«السلطان الملك الصالح عماد الدنيا والدين بن محمد» و«الملك الصالح» و«الملك الصالح إسماعيل» و«السلطان الملك الصالح». كما نقش عليها لقب أبيه: «الملك الناصر».
مصطلحات مملوكية وردت في المقال:
- أجناد الحلقة: جنود من الدرجة الثانية. كان عددهم غفير، وربما دخل فيهم من ليس بصفة الجند من المتعممين وغيرهم. ربما سموا بذلك لأنهم كانوا يحيطون بالسلطان أو بالأعداء. تألفوا من القرانيص والسيفية والمتعممين والعربان والعامة.
- أمير آخور: رئيس الإصطبل السلطاني والمشرف على خيله.
- نائب السلطنة: نائب السلطان وكان من ألقابه «كافل الممالك الشريفة الإسلامية الأمير الأمرى» مما يوضح سمو منصبه.
- الغاشية: غاشية سرج من أديم مخروزة بالذهب. كان يحملها «الركاب دارية» بين يدي السلطان في المواكب.
- مماليك سلطانية: جنود من الطبقة الأولى.أشد مماليك السلطان قرباً، وأعظم الاجناد شأناً، وأرفعهم قدراً، وأوفرهم إقطاعاً. كانوا فرقة واحدة مؤلفة من عدة فئات هي: الخاصكية، والأجلاب، والقرانيص، والسيفية.
- وإلى القاهرة: يحكم في القاهرة وضواحيها، وهو أكبر ولاة مصر. ويدعى أيضا باسم والي الشرطة ووالي الحرب. كان عادة من أمراء الطبلخاناه.
- والي القلعة: يشرف على أكبر أبواب قلعة الجبل بالقاهرة (باب المدرج). كان عادة من أمراء الطبلخاناه.

## فهرس وملحوظات
1. ↑  ابن إياس، 1/498
2. 1 2  المقريزى، 3/376
3. ↑  بعض المؤرخين يعتبرون شجر الدر أولى سلاطين المماليك. في تلك الحالة يكون الصالح عماد الدين إسماعيل السلطان المملوكى السابع عشر وليس السادس عشر (قاسم، 22).
4. ↑  ابن إياس، 1/506 و 512
5. 1 2  المقريزى، 3/377
6. 1 2  ابن إياس، 1/499
7. ↑  المقريزى، 3/379-378
8. 1 2  المقريزى، 3/379
9. ↑  المقريزى، 3/381
10. ↑  المقريزى، 3/384 و 387
11. ↑  المقريزى، 3/388 و 393
12. ↑  المقريزى، 3/394
13. ↑  ابن إياس، 3/499
14. 1 2  المقريزى، 3/395
15. ↑  المقريزى، 3/402
16. ↑  المقريزى، 3/404
17. ↑  ابن إياس، 1/503
18. ↑  شفيق مهدي، 123
19. ↑  ابن إياس، 1/502
20. ↑  المقريزى، 3/411
21. 1 2 3  المقريزى، 4/6
22. 1 2  ابن إياس، 1/505
23. ↑  المقريزى، 3/416
24. ↑  كان لقب " خادم الحرمين الشريفين " من ألقاب سلاطين الدولة المملوكية
25. ↑  ابن إياس، 1/504
26. ↑  شفيق مهدى،124 و 299-298